# Bandiera di Melilla
La bandiera di Melilla è stata creata con il terzo articolo dello Statuto di Autonomia di Melilla, la Legge Organica 2/1995, del 13 marzo, la descrive come "il tradizionale colore azzurro con al centro lo stemma del Comune".

## Descrizione
Lo stemma al centro della bandiera è lo stesso stemma della Casa di Medina Sidonia. Il suo stemma è il seguente: gli elementi presenti sullo stemma del Regno di Castiglia e su quello del Regno di León, rispettivamente il castello e il leone che si alternano in numero di otto ciascuno sulla bordura composta dello scudo centrale. Al centro dello scudo, su sfondo azzurro, sono collocati due cesti a quadri oro e rosso e colmi di serpenti verdi. Gli elementi che sostengono lo scudo centrale sono le Colonne d'Ercole sulle quali è collocato un nastro con la scritta in lingua latina Non plus ultra ("Non più oltre"). Lo scudo è timbrato da una corona, che ha come cimiero una raffigurazione di Alonso Pérez de Guzmán, detto Guzmán il Buono (1256–1309), mentre getta il coltello dal castello di Tarifa. Sulla parte superiore dello stemma vi è invece la dicitura Praeferre Patriam Liberis parentem Decet ("È decoroso collocare la patria prima dei propri figli"). Infine, alla base dello stemma, vi è un drago verde.